# Han Hyun-sook
Han Hyun-sook   (17 de març de 1970) és una jugadora d'handbol sud-coreana, ja retirada, guanyadora de dues medalles olímpiques.
El 1988 va prendre part en els Jocs Olímpics d'Estiu de Seül, on guanyà la medalla d'or en la competició d'handbol. Quatre anys més tard, als Jocs de Barcelona, revalidà la medalla d'or en la mateixa competició.